# Kameron Hankerson
Kameron James Haynes Hankerson (Novi, 8 agosto 1998) è un cestista statunitense.